# 耿定力
耿定力（1541年—1608年），字子健，号三台、叔台，湖廣黃安（今湖北紅安）人，明朝政治人物，進士出身。

## 生平
嘉靖四十三年（1564年）甲子科湖廣鄉試第八十名，隆慶五年（1571年）二甲第八名進士。兵部觀政，任工部主事，萬曆三年（1575年）升员外郎，丁憂歸。六年复除兵部，七年升台州府知府，丁憂。十一年复為成都知府，提出采木收木法，减免官吏勒索。十四年以卓异纪录，万历十六年三月升福建提学副使，十九年十一月升河南左参政，二十年九月升太常寺少卿，二十一年四月請告病歸。
萬曆二十二年（1594年）六月起复原职，二十三年二月升右通政，五月轉左通政，二十六年六月官至南京都察院右佥都御史、总督操江兼管巡江，三十二年加升右副都御史，三十四年七月官至南京兵部右侍郎，三十六年卒。赠南京户部尚书。曾居天台山讲学。

## 家族
曾祖耿世庸；祖父耿大振；父耿金，封監察御史。母秦氏（封孺人）。
與兄耿定向、耿定理合稱“天臺三耿”。